# Pneumatische Pulsationsmassage
Die Pneumatische Pulsationsmassage ist eine apparative Massage, die von Stefan Deny (1922–1998) entwickelt wurde. Sie hat mit einer Frequenz von ca. 3 Hz und einer deutlichen Gewebeamplitude eine relativ hohe mechanische Übereinstimmung mit der Handmassage. Das Verfahren wird genutzt für die Tiefen- und Bindegewebsmassage, die Lymphdrainage und das Schröpfen.

## Apparative Massagetherapien
Neben der manuellen Massage gibt es eine Fülle von mechanisierten Massageverfahren. Dazu gehören Saugmassagen, die mit einem Schröpfkopf ausgeführt werden und Vibrationsmassagen, die in der Regel bei relativ hohen Frequenzen arbeiten bzw. die so genannte biomechanische Stimulation, die bei Frequenzen von 18 – 36 Hz arbeitet. Diese Verfahren werden von Therapeuten als Unterstützung der manuellen Massage und als Arbeitserleichterung eingesetzt. Die Pneumatische Pulsationsmassage ist ein seit 1989 eingesetztes Verfahren.

## Geschichte
Stefan Deny studierte von 1941 bis 1944 Medizin in Wien und Graz. Während seiner Assistenzzeit 1944 am St. Hedwigsstift-Krankenhaus in Kattowitz wendeten die dort tätigen Ordensschwestern das klassische Schröpfen mit Schröpfgläsern an. Er fand das Setzen der Gläser umständlich und das erzeugte Vakuum zu starr.
In dieser Zeit hatte die Massage einen großen Stellenwert in der manuellen Therapie. Sie wurde überwiegend von Ärzten durchgeführt und so lernte Stefan Deny auch die Klassische Massage während seiner Studien- und Assistenzzeit kennen. Die Lehre von der Behandlung reflektorischer Zonen und der Muskulatur durch die Massage interessierte ihn insbesondere. 1937 hatte Wolfgang Kohlrausch in Freiburg bereits nachgewiesen, dass hypertone Veränderungen im Gewebe bei funktionellen und chronischen Erkrankungen durch Vibrationsmassagen und auflockernde Friktionen therapiert werden können. Gleichzeitig entdeckte in dieser Zeit Elisabeth Dicke die Bindegewebsmassage, die dann in Freiburg von Hede Teirich-Leube und Kohlrausch weiter erforscht wurde.
Stefan Deny dachte über eine Möglichkeit nach, das Schröpfen und die Massage zu verbinden und ein dynamisches Vakuum zu erreichen, um auch tiefere Gewebsschichten zu erreichen. Diese Idee ließ ihn nicht mehr los. Nach vielen Forschungsarbeiten entwickelte er in den 1980er Jahren ein Massagegerät zur so genannten Pneumatischen Pulsationsmassage.

## Prinzip und Wirkung
Das von Stefan Deny entwickelte Massagegerät bewegt elektromotorisch einen Kolben, der ein Luftvolumen ansaugt und wieder aus dem Gerät herausdrückt. Über verschiedene Schlauchsysteme werden Saugglocken an das Gerät angeschlossen. Das betroffene Gewebe und die Muskulatur wird dann ca. dreimal pro Sekunde vertikal in die Saugglocke hineingesaugt und wieder losgelassen. Der Unterdruck kann individuell entsprechend dem Gewebe und der diagnostizierten Indikation eingestellt werden. Durch das rhythmische Ansaugen und Loslassen wird eine Expansion und Kontraktion der massierten Körperstellen erreicht.
Die Massage führt zu einer erhöhten Durchblutung im betroffenen Gebiet und Beschleunigung des Lymphflusses. Dadurch wird der Stoffwechsel angeregt; es kommt zur besseren Versorgung des Organismus mit Sauerstoff und Nährstoffen sowie schnellerem Abtransport von Stoffwechselendprodukten.

Eine 2005 veröffentlichte Studie, welche die Pneumatische Pulsationsmassage mit der Handmassage verglich, kam zu folgender Bewertung:
„Die mechanische Durcharbeitung des Gewebes ist nach Betrachtung der Vorversuche mit Sicherheit in der gleichen Größenordnung wie bei einer manuellen Massage. Insofern erscheint eine Vergleichbarkeit der Wirkung mit manueller Massage zulässig. Risiken, die über die manuelle Massage hinausgehen, sind nicht erkennbar.“

## Indikationen und Kontraindikationen
Die Indikationen und Kontraindikationen der Klassischen Massage können Anwendung finden.

### Indikationen

#### Neuroorthopädische Indikationen
- Nackenschmerzen[5]
- Rückenschmerzen[6]
- Muskelverspannungen / Myogelosen
- Muskel und Gewebstraumen nach Sportunfällen, Zerrungen, Prellungen
- Arthrose von Hüft- und Kniegelenken[7]
- Tendopathien der Extremitäten (Schulterschmerzen, Tennis- und Golfer-Ellenbogen)[8]
- CRPS (Morbus Sudeck)[9]
- Fibromyalgie[10]
- Myofasziale Schmerzsyndrome[11]
- Handrehabilitation[12]

##### Internistische Indikationen
- Asthma bronchiale / Bronchitis
- Funktionsstörungen im Magen-Darm-Trakt wie Obstipationen, Durchfälle, Blähungen und nervöse Oberbauchbeschwerden
- Lymphstauungen
- Durchblutungsstörungen

#### Sonstige Indikationen
- Stoffwechselanregung
- Narbenbehandlung
- Wellness- und Kosmetik-Bereich[13]

### Kontraindikationen
- Thrombosen bzw. Verdacht auf Thrombosen
- Unmittelbar auf Krampfadern
- An und auf frischen Wunden
- An oder auf frischen Operationsnarben